# Gaussische functie

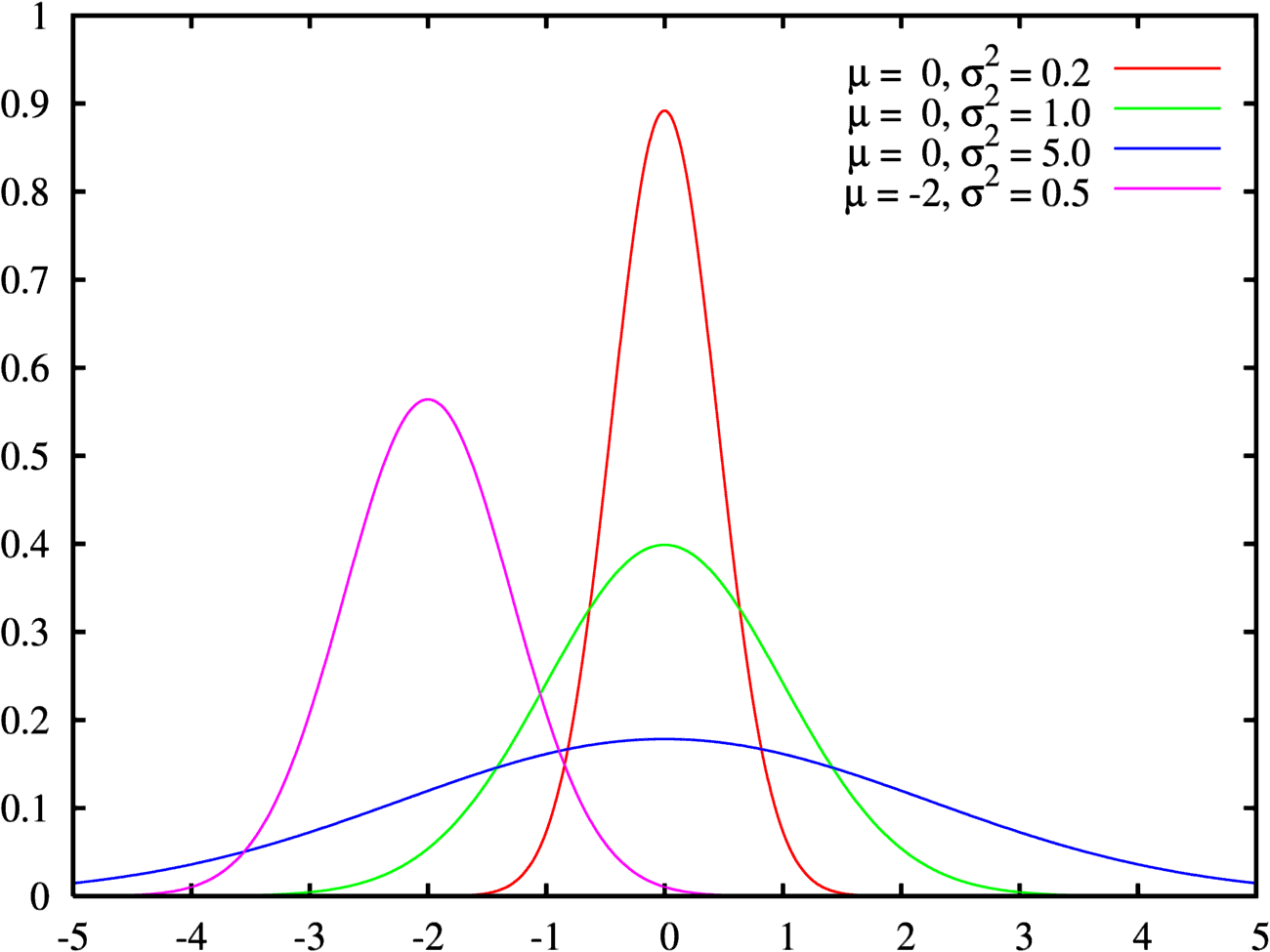
De dichtheidsfunctie van een normale verdeling is een voorbeeld van een Gaussische functie.

In de wiskunde is een Gaussische functie of Gaussiaan een functie van de vorm: 
{\displaystyle f(x)=ae^{-\left({\frac {x-b}{c}}\right)^{2}}}
met {\displaystyle a,b} en {\displaystyle c} constanten waarvan {\displaystyle a>0}.
Gaussische functies zijn genoemd naar de Duitse wiskundige Carl Friedrich Gauss. Ze worden veel gebruikt in de statistiek om normale verdelingen te beschrijven, in de signaalverwerking om Gaussische filters te definiëren, in de beeldverwerking waar tweedimensionale Gaussianen worden gebruikt voor Gaussische vervaging, en in de wiskunde om warmtevergelijkingen en diffusievergelijkingen op te lossen en om de Weierstrass-transformatie te definiëren.

## Eigenschappen
De functie is symmetrisch ten opzichte van {\displaystyle x=b}, en heeft daar een maximum, de waarde {\displaystyle a}. Naarmate {\displaystyle x} zich van {\displaystyle b} verwijdert neemt de functiewaarde eerst langzaam, maar al gauw zeer snel af, maar deze blijft wel groter dan nul.
Een andere belangrijke eigenschap van een Gaussische functie is dat de fourier-getransformeerde van een Gaussische functie opnieuw een Gaussische functie oplevert. Dit kan eenvoudig aangetoond worden. Stel dat de Gaussische functie van volgende vorm is (met {\displaystyle a>0}):
{\displaystyle f(x)=e^{-ax^{2}}}
De Fourier-getransformeerde {\displaystyle {\mathcal {F}}} wordt gegeven door:
{\displaystyle {\mathcal {F}}(\omega )={\frac {1}{\sqrt {2\pi }}}\int _{-\infty }^{\infty }f(x)e^{-i\omega x}\,{\rm {d}}x}
{\displaystyle ={\frac {1}{\sqrt {2\pi }}}\int _{-\infty }^{\infty }e^{-ax^{2}}e^{-i\omega x}\,{\rm {d}}x}
{\displaystyle ={\frac {1}{\sqrt {2\pi }}}\int _{-\infty }^{\infty }e^{-ax^{2}-i\omega x}\,{\rm {d}}x}
{\displaystyle ={\frac {1}{\sqrt {2\pi }}}\int _{-\infty }^{\infty }e^{-\left({\sqrt {a}}x+{\frac {i\omega }{2{\sqrt {a}}}}\right)^{2}+\left({\frac {i\omega }{2{\sqrt {a}}}}\right)^{2}}\,{\rm {d}}x}
{\displaystyle ={\frac {1}{\sqrt {2\pi }}}e^{-{\frac {\omega ^{2}}{4a}}}\int _{-\infty }^{\infty }e^{-\left({\sqrt {a}}x+{\frac {i\omega }{2{\sqrt {a}}}}\right)^{2}}\,{\rm {d}}x}
{\displaystyle ={\frac {1}{\sqrt {2\pi }}}e^{-{\frac {\omega ^{2}}{4a}}}{\sqrt {\frac {\pi }{a}}}}
{\displaystyle ={\frac {1}{\sqrt {2a}}}e^{-{\frac {\omega ^{2}}{4a}}}}
Dit is inderdaad opnieuw een Gaussische functie.